# Lepidocyrtini
Tribu
Les Lepidocyrtini sont une tribu de collemboles de la famille des Lepidocyrtidae.

## Liste des genres
Selon Checklist of the Collembola of the World (version du 27 août 2019) :
- Acanthurella Börner, 1906
- Acrocyrtus Yosii, 1959
- Lepidiaphanus Salmon, 1949
- Lepidocyrtus Bourlet, 1839
- Metasinella Denis, 1929
- Pseudocyrtus Salmon, 1956
- Pseudosinella Schäffer, 1897
- Rambutsinella Deharveng & Bedos, 1996
- Rhynchocyrtus de Mendonça & Fernandes, 2007
- Sinelloides Bonet, 1942
- Vietsira Yoshii, 1994

## Publication originale
- Wahlgren, 1906 : Apterygoten aus Ägypten und dem Sudan nebst Bemerkungen zur Verbreitung und Systematik der Collembolen. Results of the Swedish Zoological Expedition to Egypt and the White Nile 1901 under the Direction of L.A. Jägerskiöld, Uppsala, p. 1-72.